# 明道加斯·吉澤烏納斯
明道加斯·吉澤烏納斯（1989年1月20日—），立陶宛籃球運動員，現在效力於立陶宛球隊尼普頓拿斯籃球俱樂部。他也代表立陶宛國家籃球隊參賽。